# História comunitária

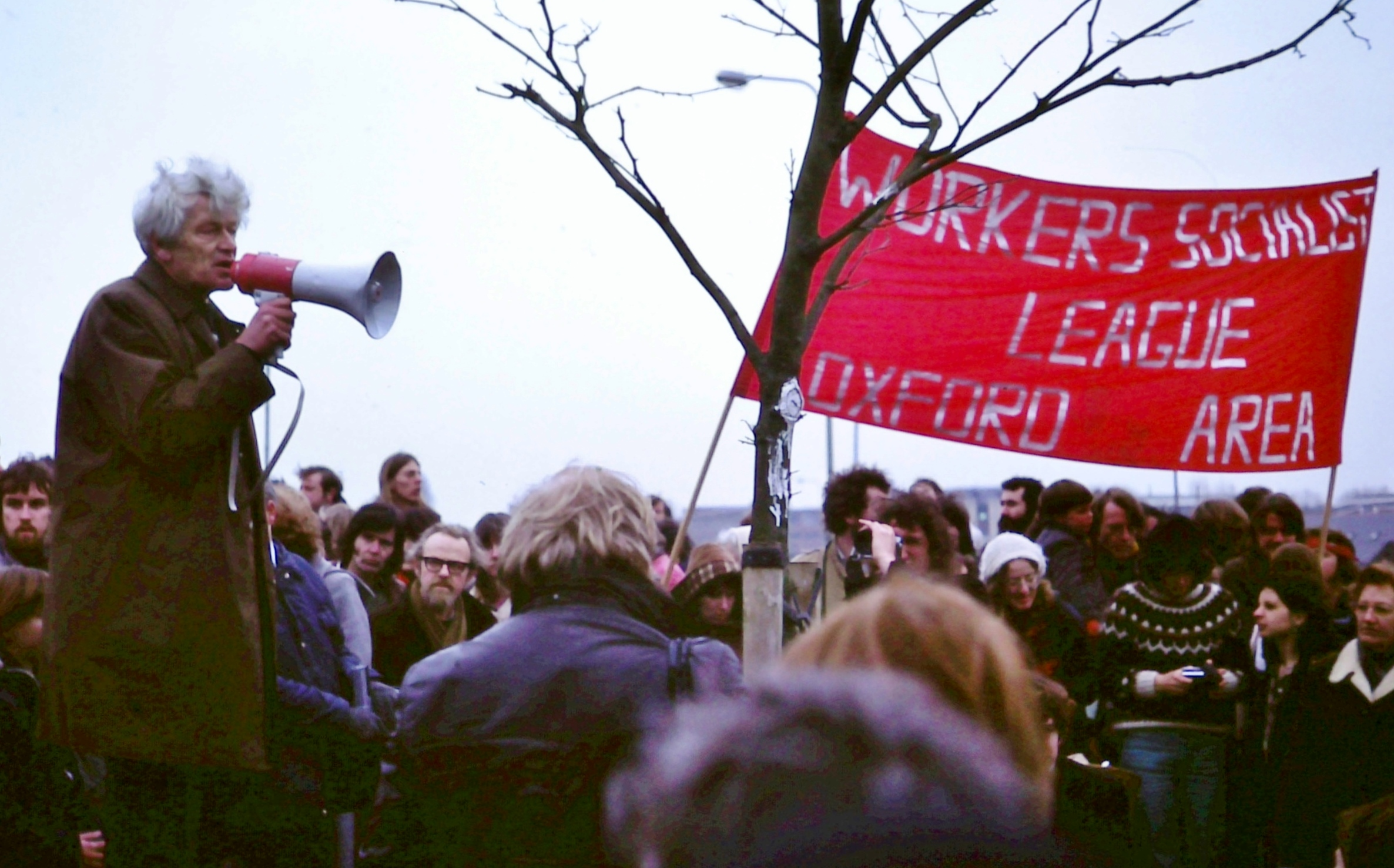
Edward Thompson em um protesto em 1980. As obras e o pensamento de Thompson foram essenciais para a criação do movimento da história comunitária.

A história comunitária se refere a prática de pesquisa e escrita da história em bairros, vilas e cidades, com enfoque em aspectos da vivência daquela comunidade específica. A histórica comunitária surgiu na década de 1970 na Inglaterra, e desde sua criação, tem se mantido um fenômeno quase exclusivo da Grã-Bretanha e mais recentemente, da Austrália.

## História
A história comunitária traça suas origens no contexto universitário britânico das décadas de 1960 e 1970, a partir da ideia de "história vista de baixo", conceito que se tornou famoso na língua inglesa através da obra de historiadores como Edward Thompson. Com base nesta visão sobre a história, a historiografia britânica passou a produzir  trabalhos focados nas histórias da população comum, tentando desconstruir aquilo que se chama da história dos grandes homens, focada unicamente nas classes políticas dominantes de um país.
Esta nova tendência nas produções acadêmicas levou a perspectiva de que a vida cotidiana de um trabalhador doméstico ou operário deve ser tão ou mais estudada pelos historiadores quanto as ações políticas e a vida pessoal dos líderes das nações. Através desta perspectiva de história social que nasceria o termo de "história comunitária", nos anos 1980.

## Conceito
A pesquisa em história comunitária consiste sobretudo no levantamento de documentos e dados sobre os prédios, indivíduos e diferentes comunidades dentro de um contexto geográfico muito específico, como cidades e subúrbios específicos ou regiões de um país. Em períodos mais recentes, os esforços relacionados à história comunitária incluem a produção, armazenamento e divulgação de entrevistas de história oral com membros proeminentes da comunidade, a promoção de eventos relacionados à memória de um determinado local, curadoria de museus municipais, criação de currículos específicos que falem sobre a história local para determinadas escolas, entre outros.
Na Austrália, os registros são normalmente armazenados em bibliotecas estaduais, bibliotecas municipais, sociedades históricas e escritórios de registro públicos. Por exemplo, a Biblioteca Estadual de Victoria possui extensos registros de história local para Melbourne e outros lugares em Victoria. Muitas outras bibliotecas de Melbourne têm coleções de história comunitária, junto com o Cartório Público de Victoria e a Royal Historical Society of Victoria. Em Nova Gales do Sul, a Royal Australian Historical Society estudou a história do local como parte de sua missão desde sua fundação em 1901. Ela possui registros de história local junto com a Biblioteca Estadual de Nova Gales do Sul e outras bibliotecas e arquivos estaduais e locais.

### Livros
- Grame, Davison (2000). The use and abuse of Australian history. St. Leonards, N.S.W.: Allen & Unwin. ISBN 1864487208. OCLC 44895086

### Páginas da web
- Twells, Alisson (2008). «Community history». Making History. Consultado em 17 de setembro de 2018